# Međurebreni živci
Međurebreni živci (lat. nervi intercostales) su mješoviti živci, prednje grane prsnih živaca (T1 do T11), koji se nalaze u međurebrenom prostoru, te inerviraju neke mišiće i kožu u području prsnog koša i trbuha.
Međurebreni živac anastomoziraju sa susjednim simpatičkim ganglijima simpatičkog lanca (lat. truncus sympathicus) preko sive i bijele grane (lat. ramus communicans albus et griseus). Ponekad između susjednih međurebrenih živac mogu postojati anastomoze.

## Ogranci
Međurebreni živci daju grane:
- lat. ramus cutaneus lateralis - izlazi iz međurebrenog prostor u srednjoj pazušnoj liniji, podijeli se na prednju i stražnju granu, i inervira kožu prema naprijed od medioklavikularne linije
- lat. ramus cutaneus anterior - izlazi iz međurebrenog prostora uz rub prsne kosti ili u vanjskoj ovojnici ravnog trbušnog mišića i inerviraju kožu između dviju medioklavikularnih linija od prsne kosti (točnije od lat. angulus sterni) do spoja preponskih kostiju tj. simfize.

## Osobitosti pojedinih međurebrenih živaca

### Prvi međurebreni živac
Prvi prsni živac, daje dvije grane od kojih veća napušta prsni koš i pridružuje se ručnom spletu (lat. plexus brachialis), a manja postaje prvi međurebreni živac. Prvi međurebreni živac rijetko daje lateralnu granu za kožu i često prima granu od drugog međurebrenog živca.

### Drugi do jedanaesti međurebreni živac
Prednje grane drugog do jedanaestog prsnog živca, prolaze međurebrenim prostorom i svojim motornim ograncima inerviraju neke od mišića prsnog koša i trbuha (npr. vanjski međurebreni mišići, nutarnji međurebreni mišići, gornji stražnji nazupčani mišić, ravni trbušni mišić) i kožu u području prsnog koša i dijela trbuha.
Lateralna grana za kožu drugog međurebrenog živca se ne dijeli na prednju i srtažnju granu i naziva se lat. nervus intercostobrachialis, a prednja grana za kožu spaja se s lat. nervus supraclavicularis iz vratnog spleta (lat. plexus cervicalis).
Sedmi, osmi, deveti, desti i jedanaesti međurebreni živac nastavljaju svoj tijek iz međurebrenog prostora u stijenku trbušnog zida. 

### Dvanesti međurebreni živac
Prednja grana dvanaestog grudnog živca naziva se lat. nervus subcostalis i pridružuje se slabinskokrižnom spletu (lat. plexus lumbosacralis), a osjetno inervira kožu u području zgloba kuka.